# Parque de las Aguas
El Parque de las Aguas es un parque campestre y ecológico inaugurado en 1996, está localizado dentro del área capitalina del departamento de Antioquia conocida como Área Metropolitana del Valle de Aburrá, específicamente en el municipio de Barbosa, vereda Filoverde.
Este parque es moderno y novedoso en Latinoamérica, especialmente debido a su gran extensión.
 Tiene un área total máxima de 17 hectáreas, en un terreno ubicado en una llanura con clima cálido y paisaje visual de montaña (Valle de Aburrá) y ríos, pues limita al sur y al oriente con el río Medellín y al norte y nororiente con el canal de La Tasajera que conduce parte de las aguas del río Grande.

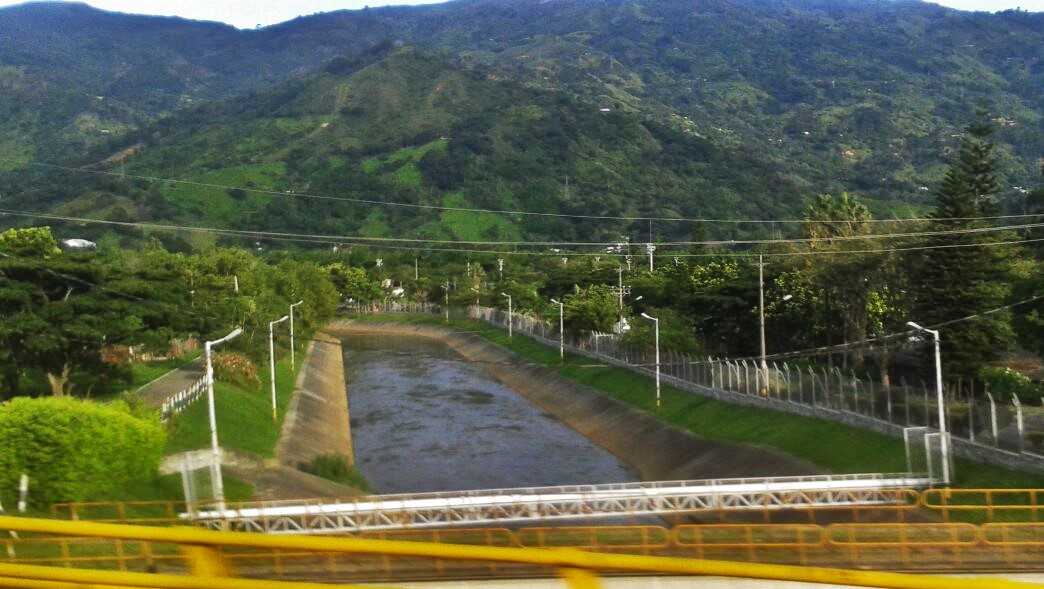
Un caudaloso brazo del río Grande pasa por el Valle de Aburrá a través del canal artificial de "La Tasajera" (en la foto), a la margen derecha de este canal se ubica el Parque de las Aguas

## Atracciones
El lugar está destinado fundamentalmente a las diversiones acuáticas, para las cuales se destinó una importante inversión.
Atracciones acuátiaos
En su primera etapa la instalación ofreció un buen número de toboganes, uno de alta velocidad, otros de 45 y 60 grados, uno familiar y un hidrotubo o tobogán cubierto. Además, posee varias piscinas recreativas, una piscina con olas, otra con atracciones para niños, un área llamada Río lento para paseos infantiles o adultos en neumático y un pozo para clavados.
Atracciones ecológicas
Abundantes kioscos para pícnic y descanso, y sendero ecológico. Amplias zonas verdes.
Otras atracciones
También ofrece alimentación en restaurantes y cafeterías, inicialmente se proyectó la construcción de un hotel el cual no se ejecutó. Puede llevarse igualmente la comida familiar, pero está prohibido el ingreso de bebidas. Hay además canchas deportivas, y áreas y amoblamiento para juegos de mesa (dominó, ajedrez, cartas, parqués, etc.).
Para los niños hay áreas especiales como tres parques infantiles.

## Acceso al parque
Se accede al parque por la Autopista Norte de Medellín. El parque está situado en el kilómetro 23 de dicha vía. El transporte hasta él es fácil y puede hacerse en automóvil o bus. También el Metro de Medellín ofrece un servicio integrado para llegar al parque. Debe comprarse boleto a la entrada, pero la utilización de las atracciones es gratuita. 
Está abierto en jornada continua de martes a domingo, de 9.00 a 17.00.